# 柏錦林
柏錦林，字云卿，山東省濟南府濟陽縣人，清末翰林。

## 生平
光緒六年（1880年）庚辰科二甲第47名進士。同年五月，改翰林院庶吉士。光緒九年四月，散館，授翰林院編修。